# Boxer (Magazin)
Das BOXER magazin ist ein in Ungarn monatlich erscheinendes Lifestylemagazin für Männer. Die Zielgruppe sind schwule Konsumenten ebenso wie interessierte nichthomosexuelle Leser.
Die Lapker Rt. brachte im Jahr 2006 die erste Ausgabe von landesweit 10.000 Exemplaren heraus. Jährlich erscheinen zehn Ausgaben, da die Hefte Juli/August und Dezember/Januar als Doppelausgabe gedruckt werden.
Ein Hauptanliegen des Magazins ist es, den Lesern hohe Qualität zu bieten, indem es internationalen Trends der Schwulenbewegung entspricht. Die Themen umfassen Konsumgewohnheiten und -kultur, Lebensstil, Mode, Reisen, Musik und Ähnliches.
Das Magazin trägt dem Anspruch nach dazu bei, hetero- und homosexuelle Mitglieder der Gesellschaft zu verbinden.